# Get Sexy
"Get Sexy" é uma canção do girl group britânico Sugababes, para o sétimo e último álbum de estúdio do grupo Sweet 7 (2010). Foi escrito por Christopher Fairbrass, Richard Fairbrass, Robert Manzoli, Philip Lawrence, Ari Levine, Bruno Mars e produzido pelos últimos três sob seu nome artístico The Smeezingtons. A música foi lançada em 30 de agosto de 2009, como primeiro single do álbum. Musicalmente, "Get Sexy" é uma música electropop uptempo com influências de dance e techno. A música apresenta uma interpolação de "I'm Too Sexy" de Right Said Fred. É o último single a contar com a participação da integrante fundadora Keisha Buchanan.
"Get Sexy" recebeu comentários mistos dos críticos de música contemporânea; alguns críticos criticaram sua falta de originalidade, enquanto outros elogiaram sua produção e letras. A música atingiu o número dois no UK Singles Chart e o número três no Irish Singles Chart. Também traçou os gráficos de singles na Austrália, Áustria, Bélgica, República Checa, Alemanha, Eslováquia, Suécia e Turquia. O videoclipe acompanhante da música foi dirigido por Emil Nava e apresenta as integrantes do grupo em uma casa de espelhos, uma gaiola de pássaros e uma sala coberta de graffiti.
A música foi cantada na série de títulos da primeira do Next Top Model da Sérvia.

## Antecedentes e lançamento
Em abril de 2009, As Sugababes viajaram para os Estados Unidos para trabalhar em seu sétimo álbum de estúdio, Sweet 7. Elas assinaram um contrato com a gravadora de Jay Z, Roc Nation, resultando em trabalhar com produtores de alto perfil. "Get Sexy", que foi selecionado como single principal do álbum, foi escrito por Christopher Fairbrass, Richard Fairbrass, Robert Manzoli, Philip Lawrence, Ari Levine, Bruno Mars e produzido pelos últimos três sob seu nome artístico The Smeezingtons. Trabalhar com The Smeezingtons foi descrito pela integrante do grupo Amelle Berrabah como uma "incrível" e "ótima oportunidade". Berrabah também declarou em uma entrevista com Bang Showbiz que a música "não soa como qualquer coisa que já fizemos antes". Em 6 de julho de 2009, as Sugababes anunciou a data de lançamento de "Get Sexy" em 31 de agosto de 2009. A música estreou na BBC Radio 1 em 7 de julho de 2009 em um show apresentado por Scott Mills. Em uma entrevista para o Digital Spy, Buchanan disse que a resposta à música era ótima, dizendo: "Desde o início, houve um verdadeiro toque da faixa. Foi tido uma ótima resposta de tantas pessoas, mesmo que diga:" Que esquece sobre o resto delas, esse eu amo"." Mais tarde, em 27 de setembro de 2013, Keisha Buchanan disse sobre a música de Bruno Mars que "eu simplesmente não senti que era uma representação de quem nós éramos como uma banda, mas nós não, naquele momento, tínhamos muita palavras". No entanto, "foi incrível trabalhar com Bruno e gostaríamos de trabalhar com ele nesta faixas".
"Get Sexy" foi lançado digitalmente em 30 de agosto de 2009, enquanto o CD single estava disponível no dia seguinte. Durante o intervalo de lançamento entre o lançamento do single "Get Sexy" e "About a Girl", Buchanan deixou o grupo sob polêmicas. Como resultado da mudança de formação do grupo, "Get Sexy" foi re-gravado junto com uma série de outras faixas para caracterizar os vocais da nova integrante Jade Ewen e a remoção dos vocais da ex-integrante Buchanan para o lançamento de Sweet 7 em 2010.

## Composição
"Get Sexy" é uma electropop uptempo, com influências de dance, techno e R&B. David Balls e Nick Levine da Digital Spy o descreveram como um "eletro-R&B pesado para boates". A música tem um comprimento de três minutos e 14 segundos. A música foi composta na nota de Mi menor, com uma batida definida no tempo comum e um ritmo movendo-se em 124 batimentos por minuto. "Get Sexy" faz uso de sintetizadores tecnológicos que estão presentes imediatamente antes do refrão da música, que foi descrito como "soma de uma estrela". Balls também chamou a música de um "hino de batida dance".
"Get Sexy" apresenta uma interpolação da música "I'm Too Sexy" de Right Said Fred, composta por Christopher Fairbrass, Richard Fairbrass e Robert Manzoli. Mostra a letra de marca registrada do grupo: "Eu sou muito sexy para minha camisa, muito sexy para minha camisa, tão sexy que dói", mas substitui "por minha camisa" por "neste clube". De acordo com a Digital Spy, em uma entrevista ao Teletexto, Buchanan revelou que a inspiração para a música veio "por acidente", dizendo: "Os produtores estavam mexendo em torno de "eu sou muito sexy para o estúdio". Nós gostamos e dissemos "Isso parece legal", e [o produtor] disse:" Você se lembra da música Right Said Fred?", Nós gostamos e nos perguntou, 'Você acha que podemos fazer isso?' Por acidente, juntou-se." Bolas e Levine compararam a música com "Boom Boom Pow" de Black Eyed Peas.

## Recepção crítica
"Get Sexy" recebeu críticas mistas dos críticos de música contemporânea. Caroline Sullivan, do The Guardian, descreveu a música como um "número de R&B", esmagador e pesado. David Balls do Digital Spy deu à canção uma classificação de quatro de cinco estrelas, dizendo:""Get Sexy"é o stomp que se encontra entre 'Boom Boom Pow' e 'Bonkers' em sua mistura de sons electropop, techno e R&B. Pode não ser massivamente original, nem um clássico instantâneo para rivalizar com "About You Now' ou 'Push the Button", mas com um gancho de amostragem direto do Fred, um refrão de trovão e muita atitude - o mais notável de Amelle - o Sugababes retorna diretamente à frente da paisagem pop. POPJustice revisou positivamente "Get Sexy", dizendo que ""Get Sexy" é um pop explosivo que, embora não seja tão aventureiro como ele pensa que nunca poderia ser descrito como um pedestre". Fraser McAlpine da BBC, deu ao single uma crítica principalmente negativa, chamando-a de "bagunça "que" não se incomodou em fazer rima" como o original, 'I'm Too Sexy'. [...] [Um bocado de meninas bobas com Amelle - que é brilhante, por sinal - pode ter mais do que um conhecido conhecido com "My Humps". [...] o refrão está desesperado para ter alguém para gritar 'will.i.am largue a batida agora'.

## Desempenho comercial
Durante a primeira semana de lançamento, "Get Sexy" estava à frente do concorrente mais próximo, "Run This Town", de Jay-Z, com Rihanna e Kanye West, no número um. Eventualmente, "Get Sexy" estreou no número dois no UK Singles Chart, vendendo 55.707 cópias na sua primeira semana de lançamento. A música passou 9 semanas dentro do UK Singles Chart. "Get Sexy" vendeu 165 mil cópias no Reino Unido, tornando-se o oitavo single mais vendido do grupo naquele país. O single estreou e pico no número três no Irish Singles Chart, tornando-se o maior single de gráficos da banda na Irlanda desde "About You Now". Permaneceu no gráfico do país por sete semanas.
"Get Sexy" atingiu o pico no número 42 no gráfico de singles na Suécia, tornando-se o primeiro single do grupo desde "About You Now" a entrar no país. A música alcançou o número 41 no German Singles Chart e o número 72 no Austrian Singles Chart. Ele também traçou os gráficos de singles na República Checa e na Eslováquia, ambos no número 48. A música também impactou os gráficos na Bélgica, atingindo os números 21 e 37 nos gráficos de Flandres e da Valónia, respectivamente. "Get Sexy" também se tornou o primeiro single do grupo desde "About You Now" para traçar um gráfico na Austrália quando estreou no número 76 no Australian Singles Chart. Na semana seguinte, subiu ao seu pico no número 75.

## Videoclipe
O videoclipe de "Get Sexy" foi dirigido por Emil Nava e coreografado por LaVelle Smith. Nava também dirigiu o videoclipe para o single número um no Reino Unido "Never Leave You" de Tinchy Stryder, que também conta com a participação de Berrabah. O videoclipe de "Get Sexy" estreou em 1 de agosto de 2009 pelo canal More4. O vídeo apresenta Berrabah em uma gaiola de pássaros, Buchanan sentada em um sofá e Heidi Range em uma casa de espelhos disparada por fleches de luz intensa. Durante o refrão, as tres cantoras são vistas de pé junto com correntes em torno de suas cinturas e braços, amarrando-as juntas. O clipe termina com as Sugababes em uma sala coberta de grafite. Popjustice elogiou o vídeo, dizendo que "parece apresentar as Sugababes 3.0 como "o pacote completo", e faz sentido desta formação, pela primeira vez. Isso é bom."

## Faixas e formatos
| - Extended play (EP) 1. "Get Sexy" – 3:14 2. "Get Sexy" (Max Sanna & Steve Pitron Mix) – 7:13 3. "Get Sexy" (Bitrocka Remix) – 6:03 4. "Get Sexy" (Superbass Vocal Mix) – 5:23 5. "Get Sexy" (Hadouken! Dub Remix) – 4:57 | - CD single 1. "Get Sexy" – 3:14 2. "Get Sexy" (Max Sanna & Steve Pitron Mix) – 7:13 3. "Get Sexy" (Bitrocka Remix) – 6:03 4. "Get Sexy" (Superbass Vocal Mix) – 5:23 |

## Desempenho nas paradas
| Chart (2009)                                   | Maior posição |
| ---------------------------------------------- | ------------- |
| Austrália (ARIA)                               | 75            |
| O campo songid é OBRIGATÓRIO PARA PARADA ALEMÃ | 41            |
| Áustria (Ö3 Austria Top 75)                    | 72            |
| Bélgica (Ultratop 50 de Flandres)              | 21            |
| Bélgica (Ultratop 50 da Valônia)               | 37            |
| Eslováquia (Rádio Top 100)                     | 48            |
| Europa (Billboard Hot 100 Singles)             | 9             |
| Irlanda (IRMA)                                 | 3             |
| Reino Unido (UK Singles Chart)                 | 2             |
| República Checa (Rádio Top 100)                | 32            |
| Suécia (Sverigetopplistan)                     | 42            |
| Turquia (Turkish Singles Chart)                | 38            |

| Parada                         | Posição mais alta |
| ------------------------------ | ----------------- |
| Reino Unido (UK Singles Chart) | 103               |

## Histórico de lançamentos
| Região          | Data                   | Formato          | Gravadora      |
| --------------- | ---------------------- | ---------------- | -------------- |
| Austrália       | 30 de agosto de 2009   | Extended play    | Island Records |
| Brasil          | 30 de agosto de 2009   | Extended play    | Island Records |
| Finlândia       | 30 de agosto de 2009   | Extended play    | Island Records |
| Grécia          | 30 de agosto de 2009   | Extended play    | Island Records |
| Irlanda         | 30 de agosto de 2009   | Extended play    | Island Records |
| Nova Zelândia   | 30 de agosto de 2009   | Extended play    | Island Records |
| Polônia         | 30 de agosto de 2009   | Extended play    | Island Records |
| Portugal        | 30 de agosto de 2009   | Extended play    | Island Records |
| Suécia          | 30 de agosto de 2009   | Extended play    | Island Records |
| Reino Unido     | 30 de agosto de 2009   | Extended play    | Island Records |
| Reino Unido     | 31 de agosto de 2009   | CD single        | Island Records |
| Argentina       | 14 de setembro de 2009 | Download digital | Island Records |
| Austrália       | 14 de setembro de 2009 | Download digital | Island Records |
| Bélgica         | 14 de setembro de 2009 | Download digital | Island Records |
| Brasil          | 14 de setembro de 2009 | Download digital | Island Records |
| República Checa | 14 de setembro de 2009 | Download digital | Island Records |
| Dinamarca       | 14 de setembro de 2009 | Download digital | Island Records |
| Finlândia       | 14 de setembro de 2009 | Download digital | Island Records |
| França          | 14 de setembro de 2009 | Download digital | Island Records |
| Alemanha        | 14 de setembro de 2009 | Download digital | Island Records |
| Hungria         | 14 de setembro de 2009 | Download digital | Island Records |
| Nova Zelândia   | 14 de setembro de 2009 | Download digital | Island Records |
| Noruega         | 14 de setembro de 2009 | Download digital | Island Records |
| Polônia         | 14 de setembro de 2009 | Download digital | Island Records |
| Eslováquia      | 14 de setembro de 2009 | Download digital | Island Records |
| Suécia          | 14 de setembro de 2009 | Download digital | Island Records |